# Kema Chikwe
Kemafo Nonyerem Kema Chikwe, est ministre des transports du Nigeria, de juin 1999 à 2001. Elle est ensuite ministre de l'aviation, de 2001 à 2003. En 2009, elle devient ambassadrice du Nigeria en Irlande.

## Source de la traduction
- (en) Cet article est partiellement ou en totalité issu de l’article de Wikipédia en anglais intitulé « Kema Chikwe » (voir la liste des auteurs).